# Feliciano Ama
Pour les articles homonymes, voir José Feliciano (homonymie).
José Feliciano de Jesús Ama Trampa (1881 - 28 janvier 1932) est un leader paysan indigène, Pipil d'Izalco au Salvador, qui participa et mourut lors du soulèvement paysan salvadorien de 1932.
Ama s'est vu confisquer ses terres par la riche famille de planteurs de café, les Regalados, dans le contexte des réformes libérales qui ont privé la population indigène de l'accès à leurs terres communales, appropriées par des propriétaires privés.
Ama était journalier à Izalco. Il a épousé Josefa Shupan, issue d'une famille Pipil influente d'Izalco. En 1917, il devient membre de la confrérie catholique Cofradía del Corpus Christi.
Son beau-père Patricio Shupan était mayordomo de la confrérie, qui est mort en 1917 après avoir participé à un dîner avec le président Carlos Meléndez. Après la mort de Shupan, Feliciano Ama est devenu le chef de la confrérie, qui se composait exclusivement de Pipil.
Au petit matin du 22 janvier 1932, Feliciano Ama mena les paysans Pipil d'Izalco au soulèvement contre les propriétaires terriens. Avec plusieurs centaines de partisans, il marcha jusqu'au chef-lieu du département Sonsonate. C'est là que le maire fut tué par des insurgés de Juayúa. Les propriétaires accusèrent Ama, qui fuit dans les collines d'Izalco, avant d'être retrouvé par des soldats de la garnison d'Izalco sous le commandant Cabrera. Il fut ensuite capturé et pendu dans le centre d'Izalco.